# Vanuatu en los Juegos Olímpicos de Tokio 2020
Vanuatu estuvo representado en los Juegos Olímpicos de Tokio 2020 por tres deportistas masculinos que compitieron en tres deportes.
Los portador de la bandera en la ceremonia de apertura fueron el remero Rio Rii. El equipo olímpico vanuatuense no obtuvo ninguna medalla en estos Juegos.